# Cimetière militaire soviétique de Noyers-Saint-Martin
Le cimetière militaire soviétique de Noyers-Saint-Martin est un cimetière militaire de la Seconde Guerre mondiale, situé à Noyers-Saint-Martin dans le département de l'Oise, à une vingtaine de kilomètres au nord de Beauvais.

## Historique
Pendant la Seconde Guerre mondiale, les Allemands transférèrent des prisonniers de guerre et des civils soviétiques en Alsace et en Moselle, pour qu'ils travaillassent dans des usines d'armement. Nombre d'entre eux furent victimes de bombardements, de maladies ou de mauvais traitement (violences physiques, faim...). 
En France, 6 543 sépultures soviétiques, réparties dans 38 départements, ont été recensées. À la fin des années 1970, il a été décidé de les réunir en un seul lieu. Le site de l'ancienne base de transmissions de l'armée de l'air française à Noyers-Saint-Martin a été retenu. Le cimetière a été officiellement créé en 1980.

## Caractéristiques

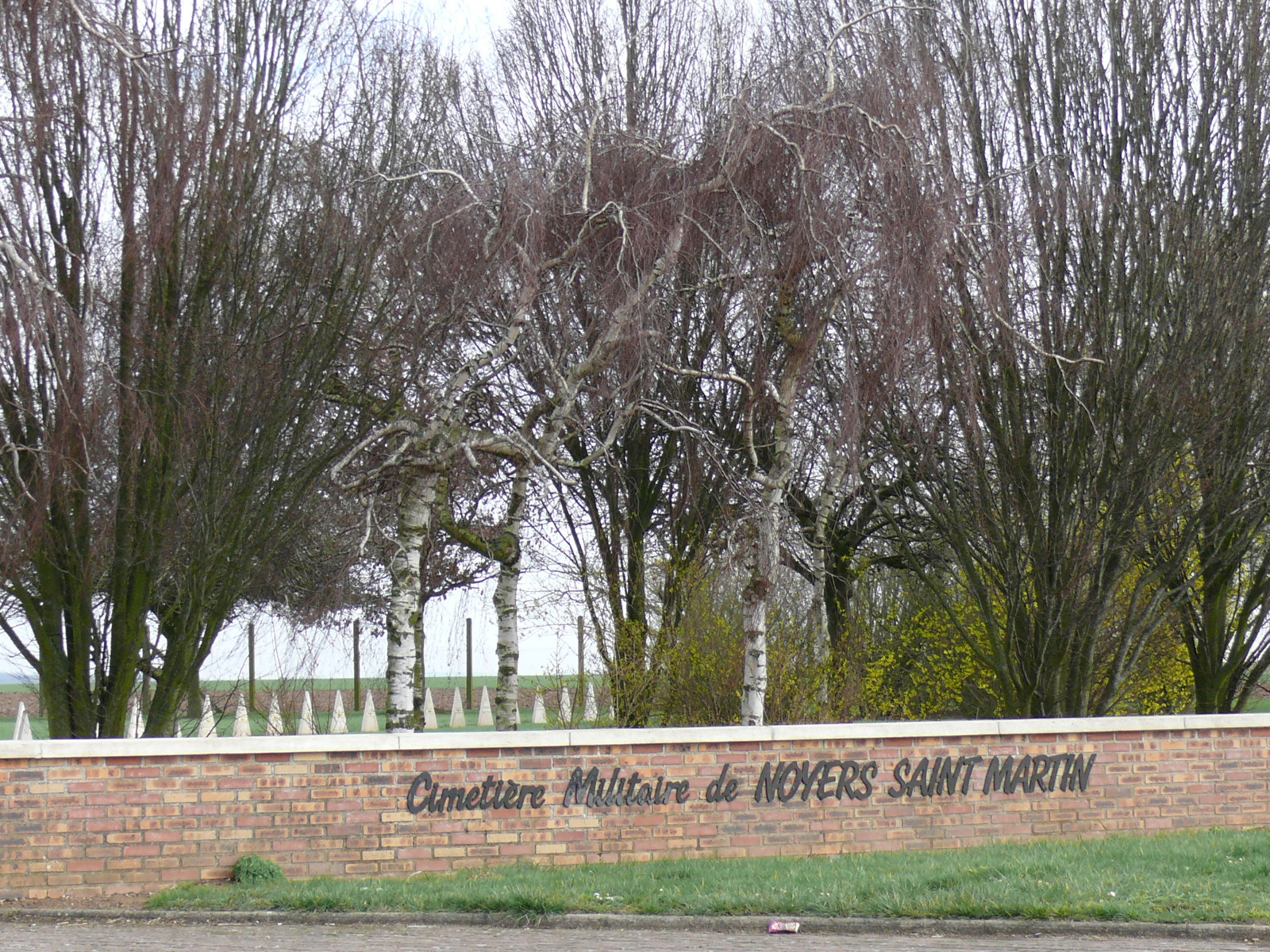
Muret d'entrée du cimetière.

Le plus grand cimetière soviétique en France s’étend sur une superficie de 1,6 ha. 4 598 corps y reposent : 78 en sépultures individuelles et 4 520 en trois ossuaires. À ce jour, 4 000 corps n'ont toujours pas été identifiés.
Il s'agit de dépouilles de prisonniers de guerre soviétiques précédemment inhumés en Alsace et en Lorraine pour l'essentiel, notamment celles de prisonniers du stalag XII-F installé du camp du Ban-Saint-Jean, sur la ligne Maginot, mais aussi de Soviétiques engagés dans la Résistance et morts dans la région.
Les défunts appartiennent à différents territoires de l'ancienne URSS : Arménie, Azerbaïdjan, Biélorussie, Kazakhstan, Ouzbékistan, Russie, Tadjikistan, Ukraine...
L’architecte Igor Voskresensky a été chargé de concevoir Le lieu. Le monument commémoratif intitulé « les Fleurs de la liberté » a été conçu par Vladimir Surovtsev, il a été érigé dans le cimetière en 2001.
Cette nécropole est entretenue par l'État français.

## Pour approfondir